# In jener letzten der Nächte
In jener letzten der Nächte, WAB 17, ist eine Motette von Anton Bruckner aus dem Jahr 1848.

## Geschichte
Bruckner komponierte die Motette in ca. 1848 im Stift St. Florian zur Feier des Gründonnerstags. Es ist jedoch nicht bekannt, ob es zu dieser Zeit aufgeführt wurde.
Es wurde zuerst von Anton Böhm & Sohn, Augsburg und Wien herausgegeben, 1931.
Es gibt zwei Besetzungen: eine für Solist und Orgel und eine für gemischten Chor a cappella. Die Handschrift der Vertonung für Solist und Orgel wird im Archiv des Stadtmuseums Wels aufbewahrt. Eine Transkription der anderen Vertonung befindet sich in der Österreichischen Nationalbibliothek.
Die beiden Vertonungen der Motette sind in Band XXI/15 der Gesamtausgabe.

## Text
Der Text ist die erste von 13 Strophen eines Gedichts aus dem Buch Die heilige Passion, gefeiert in Liedern, Betrachtungen und Gebeten.
In jener letzten der Nächte,

Da ich am Ölberg gebetet,

War ich von Blutschweiß geröthet,

Goß ihn in Strömen für dich:

Weh! Und wer weiß, ob wohl je

Du auch nur denkest an mich!
Darüber hinaus wurde eine Transkription mit dem lateinischen Text In monte oliveti von Theodor Bernhard Rehmann, Edition Peters, Leipzig, 1947 veröffentlicht.
 In monte oliveti

Oravit ad Patrem:

"Pater, si fieri potest,

Transeat a me calix iste:

Fiat voluntas tua.

## Musik
Die Motette, ein 22-Takt Passion Choral in f-Moll. Es gibt zwei Besetzungen: eine für Solist und Orgel und eine für gemischten Chor a cappella.
Wie Crawford Howie schreibt: „Sowohl In jener letzten der Nächte WAB 17 (ca. 1848) und Dir, Herr, dir will ich mich ergeben WAB 12 (ca. 1845) für gemischten Chor a cappella sind Choralharmonisierungen, wahrscheinlich das Ergebnis von [Bruckners] Studien bei Leopold von Zenetti.“ 

## Diskografie
Die Ersteinspielung von Bruckners In jener letzten der Nächte stammt von Edith Möller, Obernkirchener Kinderchor, LP: Telefunken SLE 14391, 1965
Eine Auswahl der ca. 10 Aufnahmen:

### Erste Einstellung
- Wilfried Jochens (Tenor), Werner Kaufmann (Orgel): Music of the St. Florian Period (Jürgen Jürgens) – LP: Jerusalem Records ATD 8503, 1984; übertragen nach CD BSVD-0109, 2011
- Sigrid Hagmüller (Alt), Rupert Gottfried Frieberger (Orgel): Anton Bruckner – Oberösterreichische Kirchenmusik CD: Fabian Records CD 5112, 1995
- Ludmila Kuznetzova (Mezzosoprano), Ludmila Golub (Orgel): Bruckner: Masses and Songs (Valeri Poliansky) – CD: Chandos CHAN 9863, 1998
- Günther Groissböck (Bass), Matthias Giesen (Orgel),  In Te Domine Speravi – Gramola CD 99327, 2024

### Zweite Einstellung
- Michael Stenov, Cantores Carmeli: Benefizkonzert Karmelitenkirche Linz – CD/DVD herausgegeben vom Chor, 2006, und auf YouTube.[6]
- Rupert Gottfried Frieberger, Cantoria Plagensis: Anton Bruckner – Kirchenmusikalische Werke – Fabian Records CD 5115, 2007
- Thomas Kerbl, Chorvereinigung Bruckner 2011: Anton Bruckner|Lieder Magnificat – CD: Brucknerhaus LIVA 046, 2011
- Philipp von Steinäcker, Vocalensemble Musica Saeculorum: Bruckner: Pange lingua – Motetten – CD: Fra Bernardo FB 1501271, 2015

#### Note
- Friebergers und Stenovs Aufnahmen enthalten jeweils drei Strophen. Die von Frieberger verwendete Partitur stammt aus Anton Reinthalers Chorheft Bruckner,[7] in dem die Strophen 2 und 3 von Clemens Brentanos Ausgewählte Gedichte kommen.[8] Die von Stenov verwendete Partitur stammt aus dem religiösen Liederbuch Unser Kirchenchorbuch für gemischte Stimmen.[9]